# Oftering
Oftering es una localidad del distrito de Linz, en el estado de Alta Austria, Austria, con una población estimada a principio del año 2018 de 2076 habitantes. 
Se encuentra ubicada al este del estado, cerca de la frontera con el estado de Baja Austria, del río Danubio y de Linz —la capital del estado—.